# 스타게이라
스타게이라(그리스어; Στάγειρα, 영어 Stagera)는 고대 그리스의 도시로 현재의 중앙마케도니아주 할키디키반도(할키디키현) 동쪽 해안 근처에 위치해 있으며, 그리스의 철학자이자 플라톤의 제자이며, 알렉산더 대왕의 스승인 아리스토텔레스가 태어난 곳이다. 시는 오늘 날 올림피아다 타운 근교에 있는 스타게이라 마을에서 북북동으로 약 8km 떨어진 곳에 위치해 있다.
스타게이라는 기원전 655년 안드로스에 온 이오니아 인들에 의해 세워졌다. 기원전 480년 페르시아의 크세르크세스 1세가 이곳을 점령했다. 이후 이곳은 아테네가 주도하는 델로스 동맹에 가맹했지만, 아테네의 데마고기 클레온이 기원전 422년에 이곳을 포위를 한 결과로 기원전 424년 동맹을 탈퇴했다. 그러나 클레온은 형편없는 전략가로 그리스의 희극작가 아리스토파네스가 그의 희곡 《기사들》에서 풍자할 정도로 그의 포위는 비효율적이었다. 클레온은 그 해 암피폴리스 전투에서 사망했다. 이후, 펠로폰네소스 전쟁에서 스타게이라는 스파르타 편을 들어 아테네에 적대를 하게 된다.
기원전 348년, 마케도니아의 필리포스 2세가 이곳을 정복하고 도시를 초토화시킨다. 아리스토텔레스가 자신의 아들 알렉산더를 훈육시켜 준 답례로, 필리포스는 이후 이 도시를 재건하고, 노예로 전락한 옛 주민들을 해방시켜 다시 거주하게 해주었다. 이 시기 송수로와 2개의 데메테르 신전 등 많은 새로운 구조물들이 들어섰다.